# Горный хрусталь

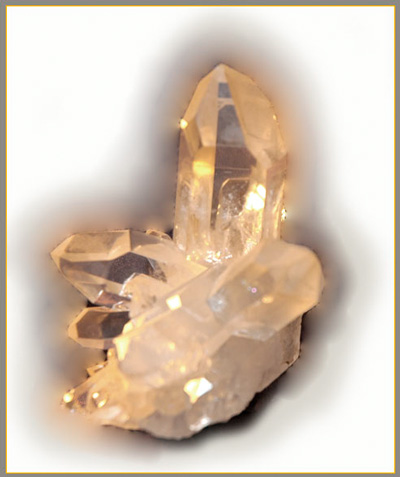
Друза горного хрусталя, 8 см. Приполярный Урал

Го́рный хруста́ль — минерал, чистый природный диоксид кремния, бесцветная прозрачная разновидность кварца, одна из кристаллических модификаций кремнезёма (SiO2). Чистые бездефектные кристаллы горного хрусталя встречаются относительно редко и высоко ценятся. Практическое значение имеют кристаллы размером от 3—5 см. По форме кристаллы призматические, тригонально-трапециевидные. Характерны кристаллы-двойники по нескольким двойниковым законам.
Агрегаты в виде незакономерных сростков кристаллов и друз, жеоды, кристаллические «щётки».

## История
Древнегреческие философы полагали, что горный хрусталь есть лёд, превращенный в камень.
Позже региональным названием горного хрусталя в Карпатах служил термин «драгомит» и его синоним «мармарошский диамант».

## Разновидности
Аметист, цитрин, раухтопаз (дымчатый кварц), морион, волосатик, «волосы Венеры» (с включениями рутила).
«Мармарошские диаманты» — своеобразные, прозрачные и очень чистые, хорошо образованные, с двумя головками и сильным блеском кристаллики. Они были впервые обнаружены в 1855 году в одноимённом массиве Карпат, а позже — в Крыму и Якутии. Размеры кристаллов — 1—12 мм, форма призматически-дипирамидальная. Мармарошские диаманты могут использоваться в ювелирных изделиях без огранки.

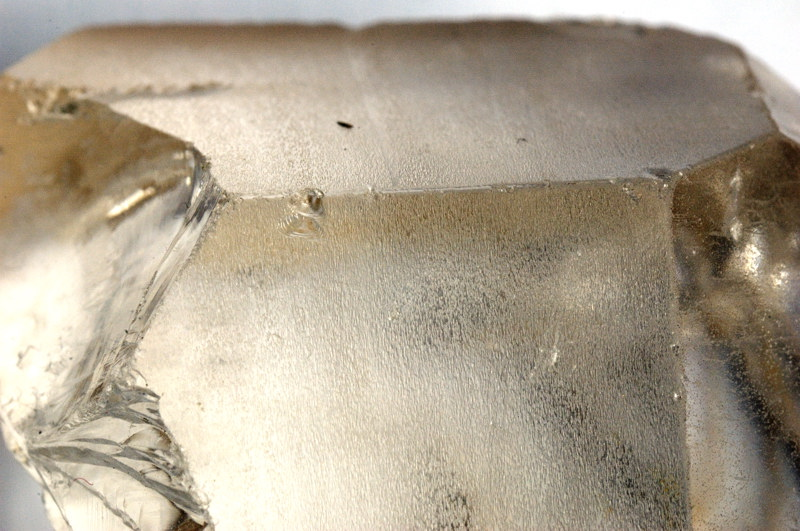
Текстура поверхности граней необработанного горного хрусталя

## Месторождения, происхождение
Горный хрусталь встречается главным образом в пустотах гидротермальных жил, большинство промышленных месторождений и находок крупных кристаллов — в хрусталеносных жилах «альпийского типа». Встречается также в пустотах пегматитовых жил и контактово-метаморфических месторождений различного типа. В осадочных породах весьма распространён, но крупных кристаллов не образует, а находится в виде кристаллических щёток на стенках трещин и в форме жеод, преимущественно среди известняков и в осадочно-карбонатных толщах.
В России крупные месторождения есть на Урале (Астафьевское, Матинское, Пелингичей, Пуйва и др.), также в Якутии (Алданский щит), Забайкалье и Приморье.
Сопутствующие минералы: полевые шпаты, слюды, глинистые минералы, гётит, лимонит, топаз, берилл, гематит, магнетит, хлорит, рутил, брукит, анатаз, пирит, кальцит, самородное золото и др.

## Значение и применение
Горный хрусталь применяется в радиотехнике для получения ультразвуковых колебаний, изготовления призм, спектрографов, линз, используется для изготовления украшений и декоративно-прикладных изделий, окрашенные кристаллы горного хрусталя применяются как полудрагоценные камни.
Кристаллы чистого горного хрусталя значительных размеров встречаются редко, поэтому он относительно дорог. Искусственный материал под названием «хрусталь» изготовляют путём добавления в обычное стекло оксида свинца и бария.

## Искусственное получение
Монокристаллы горного хрусталя выращивают в автоклавах на затравках, за год таким образом может вырасти пьезооптический кристалл без дефектов массой в 2—3 кг. Добавление Ge увеличивает, a Al уменьшает показатели преломления, Fe2+ придаёт зелёный, Fe3+ — бурый, Со — синий цвет.

## Изделия

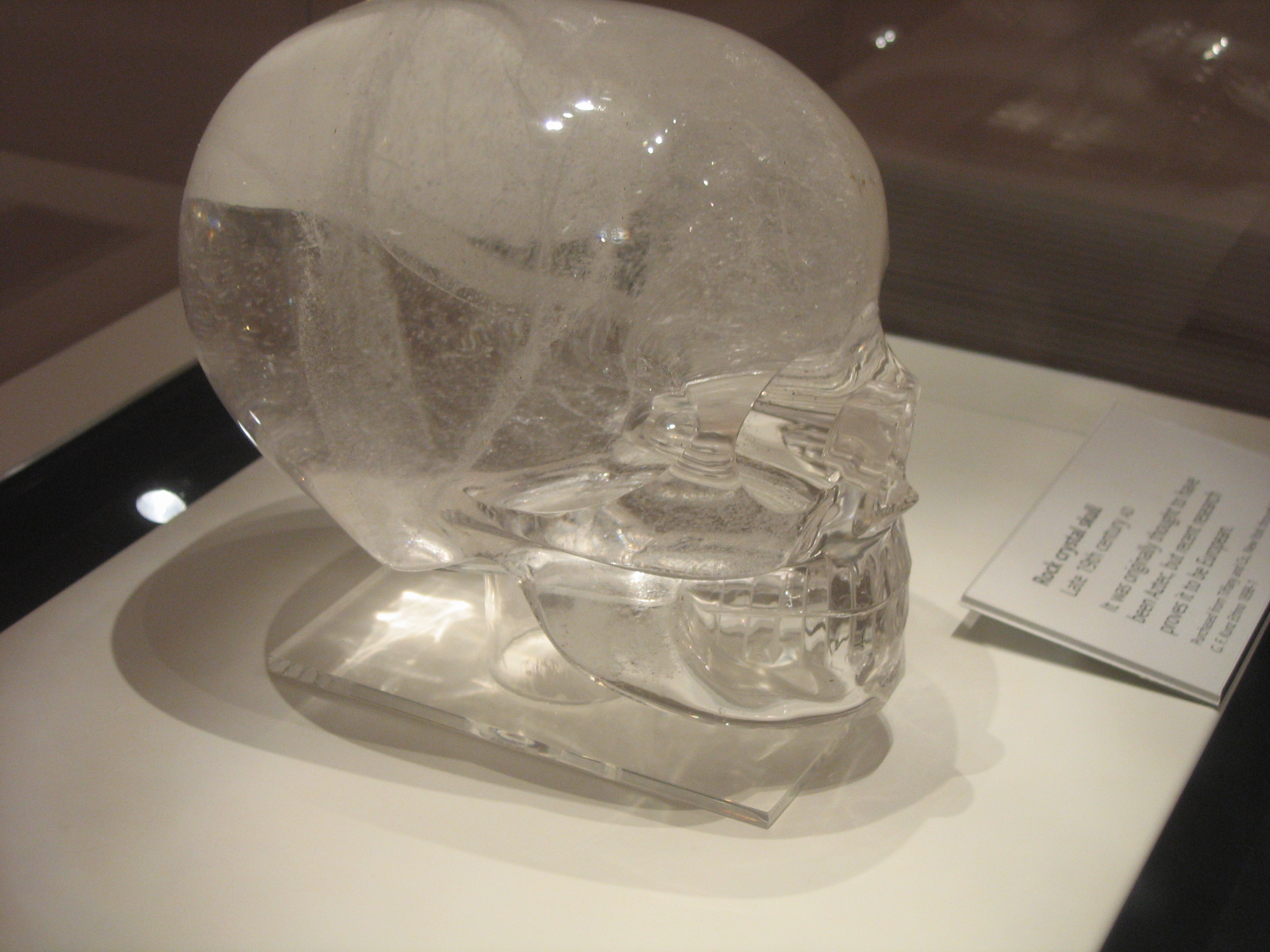
Хрустальный череп в Британском музее

Античные греки и римляне вырезали из горного хрусталя печати, сосуды, украшения. А. Ферсман писал, что у Нерона были два прекрасных кубка, вырезанных из идеально прозрачных кристаллов. Римские патриции летом охлаждали руки шарами из горного хрусталя. Из кристаллов вырезали зажигательные линзы, с помощью которых жрецы «божественным огнём» зажигали огонь на жертвенниках.
В Китае и Японии изготавливали идеальные шары, многие из которых экспонируются в различных музеях мира. Так, в Национальном музее США в Вашингтоне хранится шар китайской работы диаметром 327 мм, близкий по форме к идеальному.
В Оружейной палате Московского Кремля находятся различные сосуды из горного хрусталя: самовар Петра I, выточенный из цельного куска горного хрусталя, бочонок, перечница, кружка, чаши, «рукомой» и т. д. Коллекция посуды из горного хрусталя имеется в Музее истории искусств в Вене. В Американском музее естественной истории в Нью-Йорке имеется печать русской работы в виде Атласа, держащего на плечах земной шар.
В России XVIII—XIX вв. из горного хрусталя вырезали табакерки, пуговицы, печатки, церковную утварь.
В романе «Саламбо» Г. Флобер описывает карфагенский храм, в котором мистическую роль играет хрустальное яйцо, покоящееся на медной колонне. Греческий поэт Ономакрит (V в. до н. э.) считал, что боги не в силах отказать человеку, если он пришёл в храм, держа в руках горный хрусталь. Римские врачи в начале нашей эры применяли шары из горного хрусталя как «зажигательные стекла» для прижигания ран.
Некогда в Европе горный хрусталь называли «арабским» или «богемским алмазом».

## Мифология
В Японии горный хрусталь считали замёрзшим дыханием дракона.
В зороастризме считалось, что небо состоит из горного хрусталя. Согласно преданиям, боги пьют амброзию только из хрустальных кубков. Чистота и прозрачность горного хрусталя стали символом скромности и чистоты помыслов, талисманом, укрепляющим клятвенные договоры.
В средневековой мистике (и в современной экстрасенсорике) кристалл горного хрусталя — «Магический кристалл».